# Daniel Melingo
Alejandro Daniel Melingo (barrio de Parque Patricios, Buenos Aires, 22 d'octubre de 1957) és un músic i cantant de rock, que també ha incursionado en el folklore rioplatense com el tango i la milonga. A més és multiinstrumentista (toca saxofon, guitarra, clarinet). Va integrar la banda de Miguel Abuelo, Los Abuelos de la Nada i va ser cofundador de Los Twist. Amb aquestes últimes dues agrupacions, ha estat autor de conegudes cançons com: «Chalamán», «Hulla hulla» i «Cleopatra (la reina del Nilo)».
En 2015 va obtenir el Premi Konex - Diploma al Mèrit com un dels 5 millors cantants de tango de la dècada a l'Argentina. És considerat un dels músics més importants del rock nacional.

## Biografia
L'àvia paterna de Daniel Melingo era italiana cantant a La Scala de Milà i el seu avi patern -també italià- era violinista. Va iniciar els seus estudis musicals al Conservatori Nacional de Música «Carlos López Buchardo», on va estudiar guitarra clàssica i clarinet amb un professor anomenat Filotete Martorella. Realitza els seus estudis en el Conservatori Municipal Manuel de Falla i a la Pontifícia Universitat Catòlica Argentina Santa María de los Buenos Aires a la Càtedra de Musicologia, Etnomusicologia i Composició, cursant harmonia, composició i interpretació.

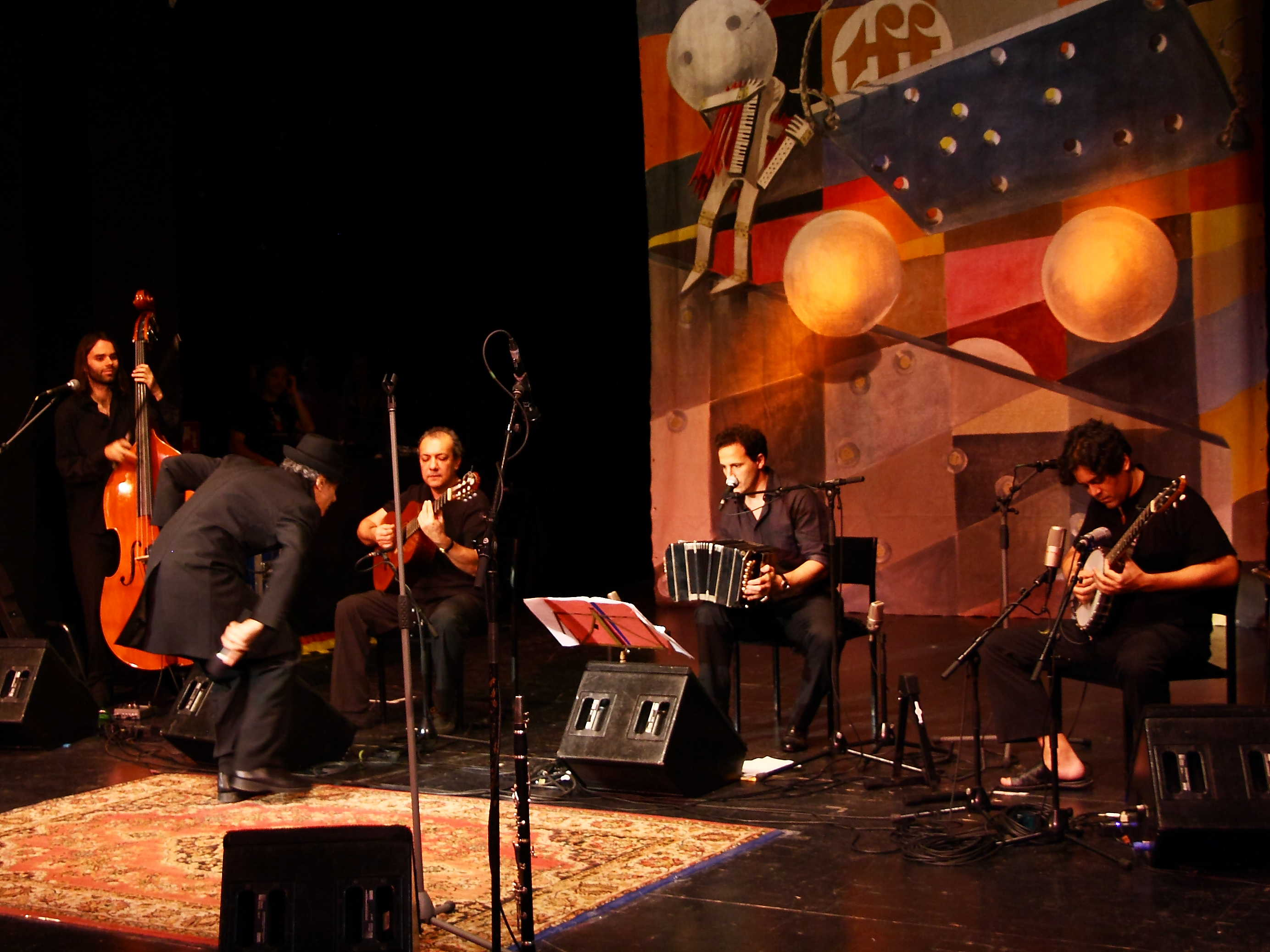
Daniel Melingo amb Los Ramones del Tango (4 de juliol de 2010).

Entre els anys 1975 i 1980 va acompanyar al músic brasiler Milton Nascimento. En 1980 es va sumar a Los Abuelos de la Nada liderada per Miguel Abuelo (veu), Andrés Calamaro (teclats i veu), Gustavo Bazterrica (guitarra), Cachorro López (baix) i Polo Corbella (bateria). Va ser el creador juntament amb Víctor Kesselman de l'espectacle "Juicio Oral y Público al Dr. Moreau" que Los Abuelos de la Nada presentaren el 29 i 30 de desembre de 1981. Va acabar deixant la banda a finalitats de 1983, per a dedicar-se als seus altres projectes en marxa.
En 1982 va fundar Los Twist amb Pipo Cipolatti i el 1984 va integrar la banda de Charly García amb Alfredo Toth (baix), Willy Iturri (bateria), Pablo Guyot (guitarra), Fabiana Cantilo (cors) i Fito Páez (teclats). En 1984 és convidat per Charly García a participar en la presentació de Yendo de la cama al living, passant després a integrar la seva banda juntament amb Alfredo Toth (baix), Willy Iturri (bateria), Pablo Guyot (guitarra), Fabiana Cantilo (cors) i Fito Páez (teclats). D'aquest any, amb aquesta banda, data l'àlbum Piano Bar.
En 1986 viatja a Espanya, on col·labora amb el popular grup Los Toreros Muertos, armant, posteriorment, una banda anomenada Lions In Love, amb la qual va gravar dos àlbums: Lions in love (1989) i Psicofonías (1992).
En 1995 va organitzar una banda pròpia, integrada per Martín Aloe (baix), Pablo Guadalupe (bateria), Ira Seagal (guitarra) i Sandra Baylac (cors). Amb aquesta banda va publicar aquest any el seu primer disc solista, H₂O.
A partir de 1997 Melingo es va bolcar al tango, conduint un programa ("Mala Yunta") per la senyal de cable Sólo Tango, en el que músics de rock interpretaven tangos.
En l'actualitat, realitza funcions no sols a l'Argentina, sinó també a nivell internacional.

## Discografia

### Àlbums amb Los Abuelos de la Nada
- Los Abuelos de la Nada (álbum) (1982), amb Los Abuelos de la Nada.
- Vasos y besos (1983), amb Los Abuelos de la Nada.
- Los Abuelos en el Opera (1985), amb Los Abuelos de la Nada.

### Àlbums amb Los Twist
- La dicha en movimiento (1983) amb Los Twist.
- Cachetazo al vicio (1984) amb Los Twist.
- La máquina del tiempo (1985) amb Los Twist.

### Àlbums diversos
- Piano bar (1984), amb la banda de Charly García.
- Detectives (1985) integrant de la banda de Fabiana Cantilo.
- KLUB (2017), col·laborant al projecte  Los Auténticos Reggaementes amb els temes Confundido (feat. Los Auténticos Decadentes & Vicentico) i El Jorobadito (feat. Los Auténticos Decadentes & Iluminate).

### Àlbums amb Lions in Love
- Lions in love (1992) amb Lions in Love.
- Psicofonías (1994), amb Lions in Love.

### Àlbumes com a solista
- H₂O (1995), com a solista.
- Tangos bajos (1998)
- Ufa (2000)
- Santa milonga (2004)
- Maldito tango (2007)
- Corazón y Hueso (2011)
- Linyera (2014)
- Andá (2016)